# Zimorodek (zwyczajny)

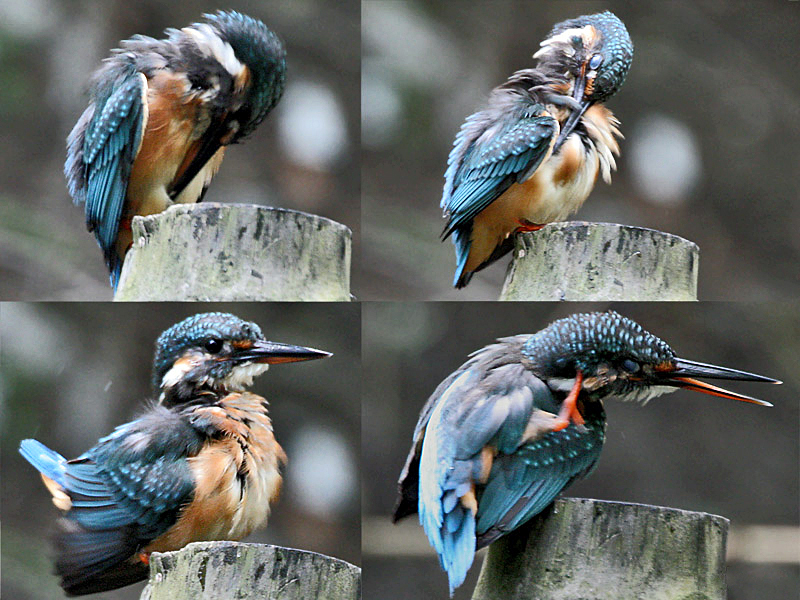
Ptaki podczas budowy gniazda sporą część czasu spędzają na kąpieli i czyszczeniu piór

Zimorodek zwyczajny, zimorodek (Alcedo atthis) – gatunek niewielkiego ptaka rybożernego z podrodziny zimorodków (Alcedininae) w rodzinie zimorodkowatych (Alcedinidae).

## Etymologia nazwy
Nazwę „zimorodek” w języku polskim próbowano wywieść od „ziemio-rodek”, czyli „rodzący się w ziemi”, gdyż ptak ten zakłada często gniazdo w norze w urwisku nad rzeką, czasem dość daleko od brzegu . Tłumaczenie to jednak nie jest poprawne, gdyż nazwa ptaka nie łączy się z „ziemią”, a „zimą” (ptak jakoby „rodził się” w zimie).

## Zasięg występowania
Zimorodek występuje w zależności od podgatunku:
- A. atthis ispida – płd. Norwegia, Wyspy Brytyjskie i Hiszpania (z wyjątkiem płd. i wsch. części), na wsch. do zach. Rosji i Rumunii; zimuje na południe po płd. Portugalię, płn. Afrykę, Cypr i Irak
- zimorodek (zwyczajny), zimorodek[13] (A. atthis atthis) – płn.-zach. Afryka i płd. oraz wsch. Hiszpania na wschód do Bułgarii, Afganistanu i płn.-zach. Indii, następnie na płn. do środ. Syberii i płn.-zach. Chin; zimuje na południe po Egipt, płn.-wsch. Sudan, Oman i Pakistan
- A. atthis bengalensis – środ. Indie na wschód do płd.-wsch. Azji, płd. i wsch. Chin (włącznie z Hajnanem), na północ do płd.-wsch. Syberii, wsch. Mongolii i Japonii; zimuje na Wielkich Wyspach Sundajskich, płn. Celebesie, na wyspach Sula, płn. Molukach i Filipinach
- A. atthis taprobana – płd. Indie (na południe od rzeki Godawari) i Sri Lanka
- A. atthis floresiana – Bali i Małe Wyspy Sundajskie na wschód do wysp Wetar i Timor
- zimorodek kobaltowy[13] (A. atthis hispidoides) – Celebes, Moluki i wyspy na zachód od Nowej Gwinei oraz wybrzeża wsch. Nowej Gwinei z Archipelagiem Bismarcka, Wyspami d’Entrecasteaux i Luizjadami
- A. atthis salomonensis – wyspa Nissan i Wyspy Salomona od wyspy Buka i Wyspy Bougainville’a na płd.-wsch. do Makiry

Na obszarach o łagodnym klimacie przez cały rok, zimorodek nie podejmuje wędrówek, jednak na terenach, gdzie rzeki i zbiorniki wodne zamarzają zimą, ptaki te podejmują wędrówki po sezonie lęgowym. Większość ptaków zimuje w południowych częściach obszaru lęgowego, jednak nieliczne z nich przelatują nad Morzem Śródziemnym na południe do Afryki, a ptaki ze wschodniego zasięgu swojego występowania do Azji Południowo-Wschodniej. Zimorodki odbywają wędrówki głównie nocą, a niektóre populacje z Syberii muszą pokonać dystans niemal 3000 km pomiędzy terenami lęgowymi a zimowiskami.
Zimorodek jest szeroko rozprzestrzeniony w Europie, Azji i północnej Afryce, głównie na południe od równoleżnika 60°N. Jest powszechnym gatunkiem lęgowym na większości swojego rozległego zasięgu w Europie, w północnej Afryce głównie zimuje, jednak nieliczne populacje odbywają lęgi na wybrzeżu Maroka i Tunezji. W regionach o klimacie umiarkowanym, zimorodek zasiedla czyste, wolnopłynące strumienie i rzeki oraz jeziora z brzegami silnie porośniętymi roślinnością. Odwiedza zarośla i krzewy ze zwisającymi gałęziami blisko płytkiej, otwartej wody, w której żeruje. W zimie chętniej żeruje na wybrzeżach, często w estuariach, czy zatokach oraz wzdłuż skalistych wybrzeży. Populacje tropikalne spotykane są przy wolno płynących rzekach, nad namorzynowymi strumieniami, czy na bagnach.
Zimorodki są ważnymi elementami ekosystemów i dobrymi bioindykatorami zdrowia społeczności słodkowodnych. Najwyższe gęstości ptaków lęgowych notowane są w siedliskach z czystą wodą oraz drzewami i krzewami na brzegach, co ułatwia obserwację ofiar. Siedliska wybierane przez zimorodki mają również najwyższą jakość wody, więc obecność tego ptaka potwierdza normę jakości wody.
W Polsce to nieliczny (niegdyś nieliczny lub średnio liczny) ptak lęgowy, spotyka się go na całym niżowym obszarze kraju. W latach 2008–2012 jego liczebność na terenie kraju szacowano na 2500–6000 par. Liczebność zimorodków wykazuje silne fluktuacje, co w dużej mierze zależy od przeżywalności tych ptaków w czasie surowych zim.

## Taksonomia
Gatunek po raz pierwszy zgodnie z zasadami nazewnictwa binominalnego opisał w 1758 roku szwedzki przyrodnik Karol Linneusz, nadając mu nazwę Gracula Atthis. Opis ukazał się w 10. edycji dzieła Systema Naturae. Jako miejsce typowe odłowu holotypu Linneusz wskazał Egipt (łac. Habitat in Ægypto). Obecnie (2021) wyróżnia się siedem podgatunków A. atthis. Podstawowe dane taksonomiczne podgatunków (oprócz podgatunku nominatywnego) przedstawia poniższa tabelka:
| Podgatunek         | Oryginalna kombinacja nazwy  | Autor i rok opisu          | Miejsce typowe                                                          |
| ------------------ | ---------------------------- | -------------------------- | ----------------------------------------------------------------------- |
| A. a. ispida       | Alcedo Ispida                | Linnaeus, 1758             | Europa i Azja (łac. Habitat ad maris littora in Europa, Asia) = Szwecja |
| A. a. bengalensis  | Alcedo bengalensis           | J.F. Gmelin, 1788          | Bengal (łac. Habitat in Bengala)                                        |
| A. a. taprobana    | Alcedo ispida var. taprobana | O. Kleinschmidt, 1894      | Cejlon                                                                  |
| A. a. floresiana   | Alcedo floresiana            | Sharpe, 1892               | Flores, Małe Wyspy Sundajskie                                           |
| A. a. hispidoides  | Alcedo hispidoides           | Lesson, 1837               | Buru                                                                    |
| A. a. salomonensis | Alcedo ispida salomonensis   | Rothschild & Hartert, 1905 | Rendova i Gizo, Wyspy Salomona                                          |

Badania molekularne przeprowadzone w 2007 roku sugerują, że A. atthis jest najbliżej spokrewniony z A. coerulescens i wraz z nim tworzą grupę siostrzaną z A. quadribrachys i A. semitorquata.

## Morfologia

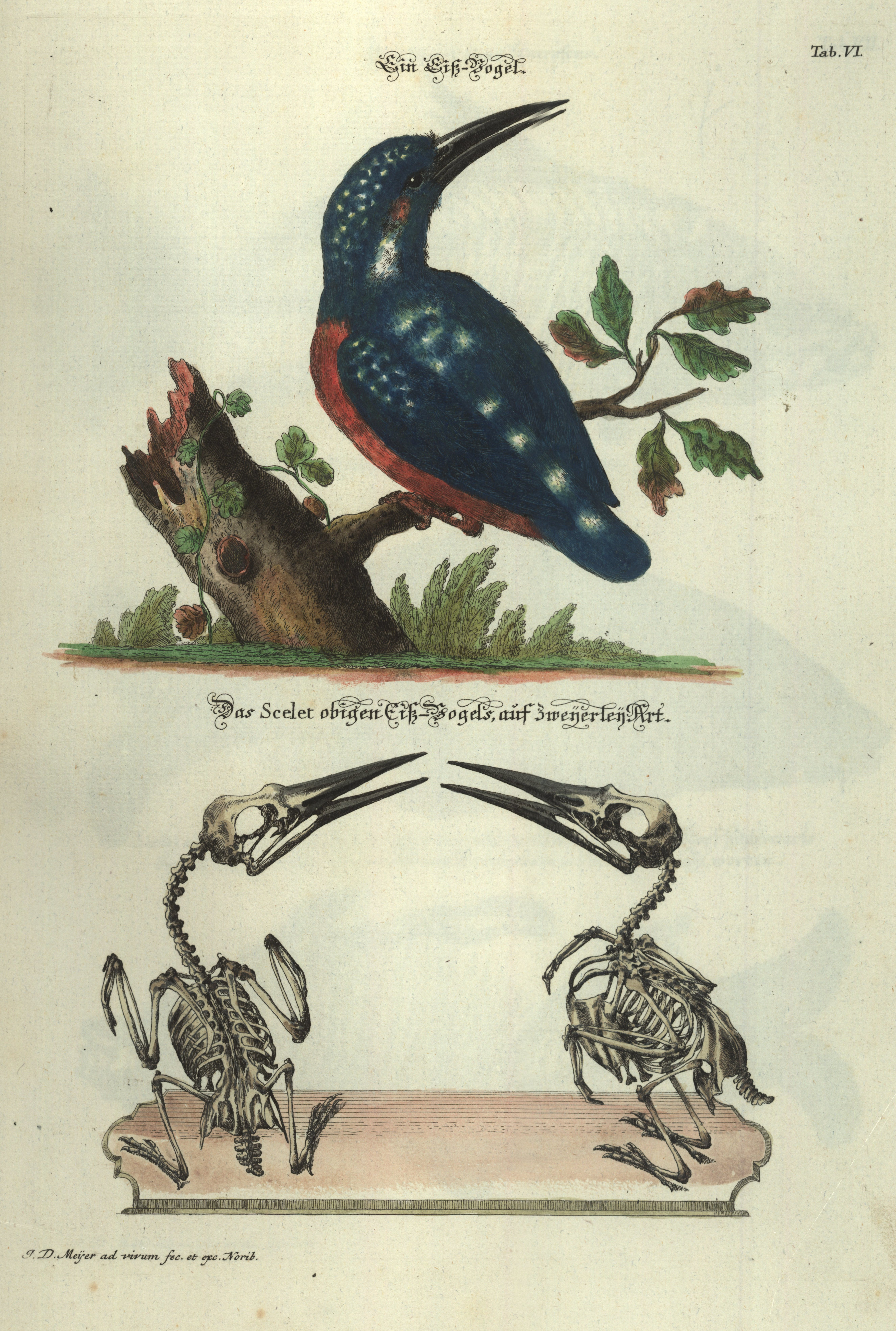
Zimorodek, miedzioryt kolorowany (Johann Daniel Meyer, 1748)

Długość ciała około 16 cm; masa ciała samców z podgatunku atthis 23–35 g, z podgatunku ispida 29–45 g, z podgatunku bengalensis 19–40 g, masa ciała samic z podgatunku atthis 30–35 g, z podgatunku ispida 34–46 g, z podgatunku bengalensis 20–30 g; rozpiętość skrzydeł 24–26 cm. Niewielki ptak z nieproporcjonalnie dużą głową, długim dziobem i krótkim ogonem. Głowa i dziób są niemal długości tułowia . Z wierzchu niebieski (grzbiet jasnoniebieski, skrzydła z zielonkawym odcieniem; barwa w pewnym stopniu zależy od oświetlenia), od spodu pomarańczowy z białym gardłem. Policzek i kantarek pomarańczowe, biała plama z boku szyi. W okresie lęgowym samica ma żuchwę przynajmniej w 2/3 zabarwioną różowawo-pomarańczowo, natomiast dziób samca jest cały czarny lub z niewielką ilością różowego przy nasadzie żuchwy. Młode ptaki obu płci mają cały czarny dziób, brązowe znaczenia na piersi i ciemny wierzch stóp. Głos to przenikliwy gwizd, często wydawany w locie. Mimo jaskrawego ubarwienia, trudno go zauważyć, kiedy czatuje nieruchomo nad wodą i często zdradza swoją obecność właśnie głosem.

## Ekologia

### Siedlisko
Istotnymi aspektami siedliska zimorodka są nieruchome lub delikatnie płynące wody obfitujące w małe ryby, a także trzcina, sitowina lub przybrzeżne krzewy z wystającymi gałęziami. Przebywa też nad strumieniami, małymi rzekami, kanałami i rowami melioracyjnymi, a także nad jeziorami, stawami i zalanymi żwirowniami. Niezbędnym elementem siedliska zimorodka są również odpowiednie skarpy na czas sezonu lęgowego, ale miejsca gniazdowania mogą być oddalone o ponad 250 m od wód, w których ptak ten zdobywa pożywienie. Podczas zimy staje się bardziej przybrzeżny, częściej występuje u ujścia rzek, w portach i na skalistych wybrzeżach morskich. W tropikalnych regionach swojego zasięgu przebywa w dolnym biegu rzek z gęsto pokrytymi roślinnością brzegami, w potokach wśród namorzynów, na bagnach i zalanych łąkach oraz nawet w dużych ogrodach. We wschodniej części swojego zasięgu wchodzi w kontakt z kilkoma innymi podobnymi gatunkami zimorodków, co może ograniczyć wybór jego siedliska.

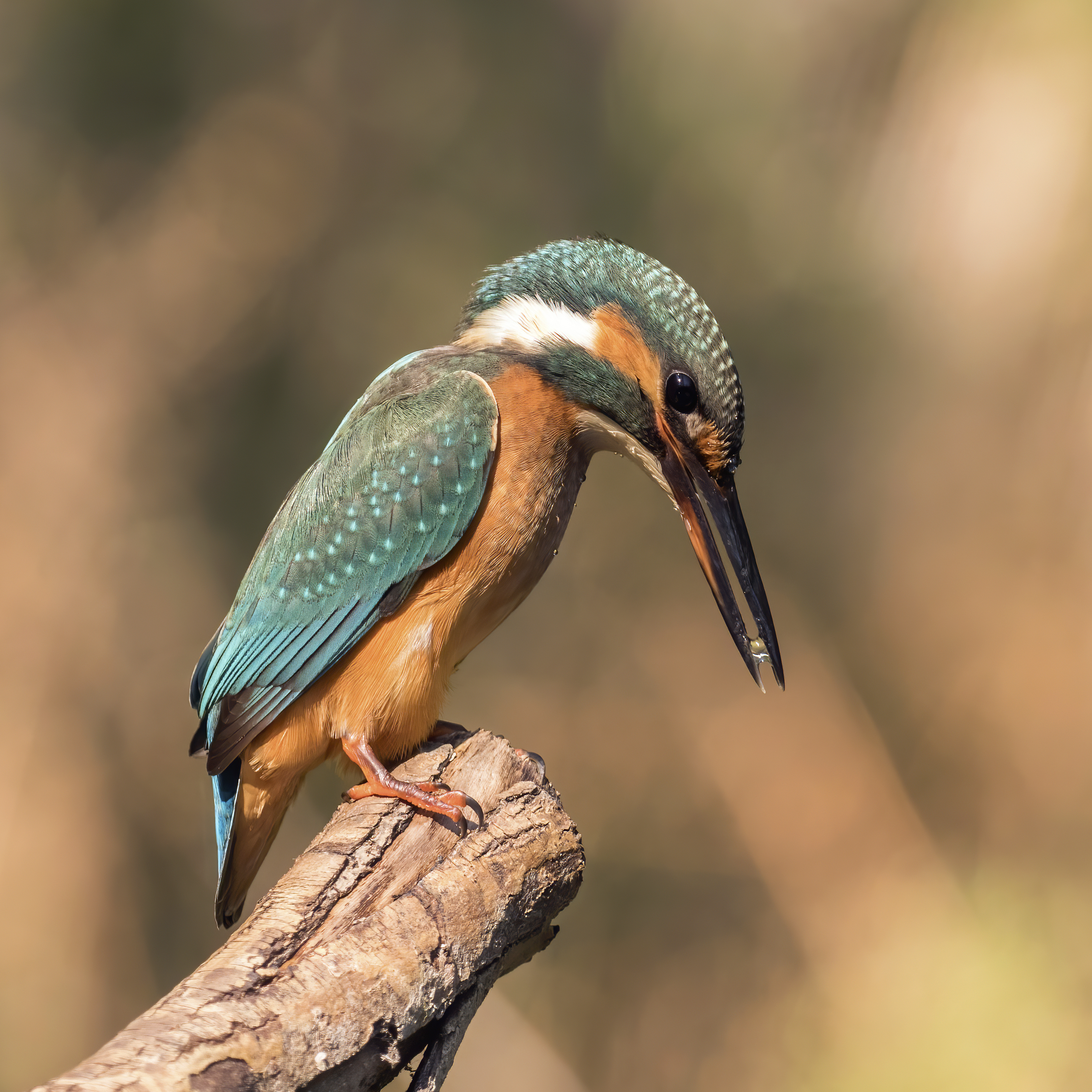
Samica podgatunku A. a. ispida, Kondor Tanya, niedaleko Kecskemét, Węgry

## Okres lęgowy

### Gody
Zimorodek jest ptakiem silnie terytorialnym. Ponieważ każdego dnia musi przyjmować pokarm o masie równej około 60% masy jego ciała, ważne jest, aby miał kontrolę nad odpowiednim odcinkiem rzeki. Przez większość roku prowadzi samotny tryb życia, dnie spędzając w gęstej roślinności. Jeśli na jego terytorium pojawi się inny zimorodek, ptaki mogą ze sobą walczyć, chwytając jeden drugiego za dziób i próbując przytrzymać go pod wodą. Zimorodki dobierają się w pary jesienią, ale każdy ptak zachowuje oddzielne terytorium, o średniej długości co najmniej jednego kilometra, maksymalnie do 3,5 km, a terytoria są łączone dopiero na wiosnę.
Zaloty są inicjowane przez samca, który ściga samicę, nieustannie ją nawołując, a następnie karmi ją rytualnie, po czym następuje najczęściej kopulacja.
Gniazdo znajduje się w norze wykopanej przez obydwa ptaki pary, w niskim stromym brzegu rzeki, a niekiedy w kamieniołomie lub innym odsłonięciu terenu. Nora ma gładkie ściany i niewielki spad. Ma średnio 60–90 cm długości i jest zakończona powiększoną komorą. Nora jest początkowo czysta, jednak z czasem gromadzą się w niej odpadki z pozostałości po rybach oraz wypluwki.

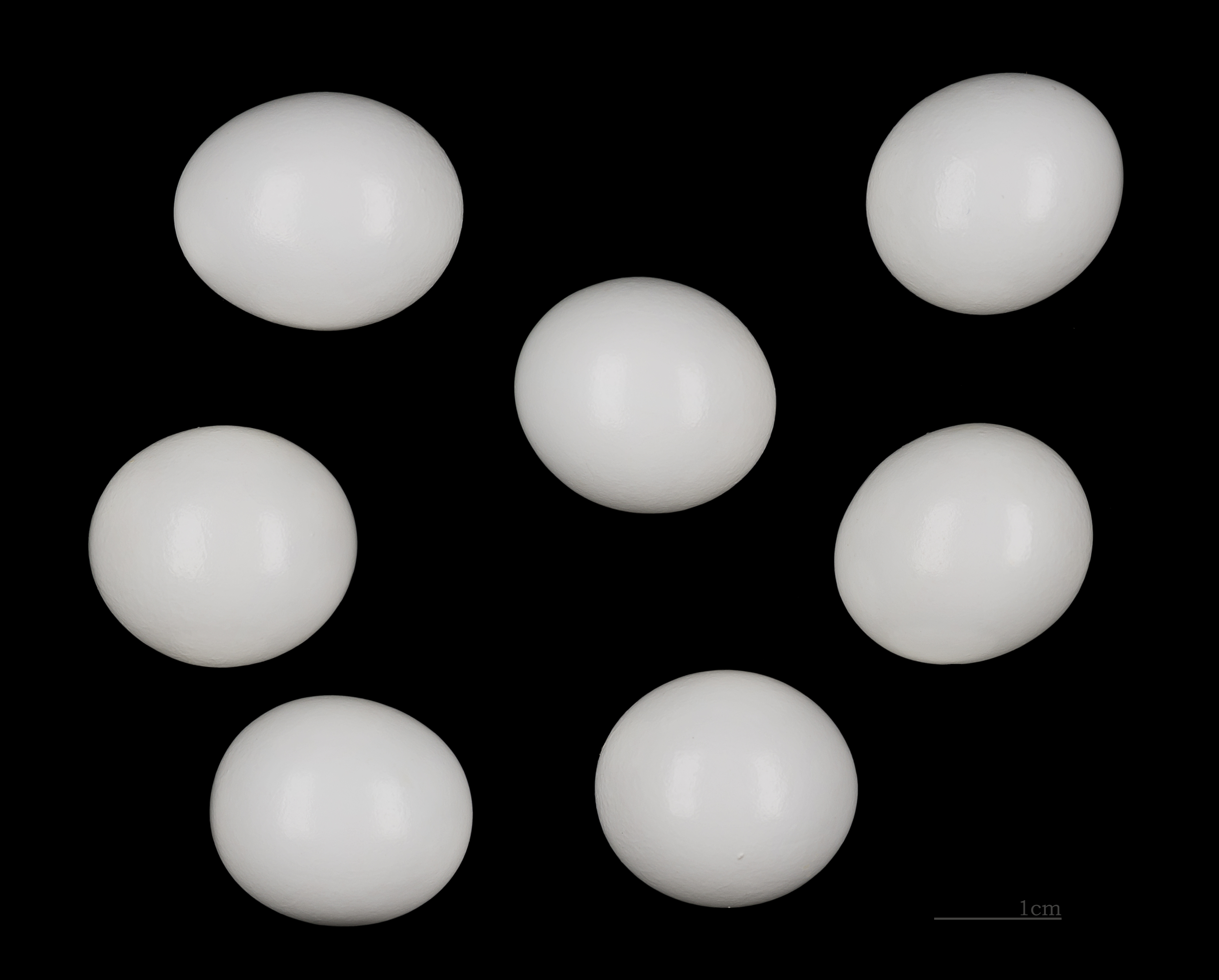
Jaja z kolekcji muzealnej

Zimorodek składa zazwyczaj od dwóch do dziesięciu śnieżnobiałych jaj o przeciętnej szerokości 1,9 cm, długości 2,2 cm i masie około 4,3 g, z czego 5% stanowi skorupka. Z jednego lub dwóch jaj w większości lęgów nie wykluwają się pisklęta, ponieważ rodzic nie jest w stanie ich przykryć. Obie płci wysiadują jaja w ciągu dnia, ale nocą tylko samica. Wysiadujący ptak zamiera w bezruchu z głową skierowaną ku wyjściu, po wypluciu wypluwki zawsze rozbija ją dziobem na kawałki. Pisklęta są gniazdownikami, wykluwają się po 19–20 dniach inkubacji. Bezbronne pisklęta pozostają w gnieździe przez kolejne 24–25 dni, niekiedy dłużej. Gdy podrosną wystarczająco, młode ptaki będą podchodzić do wejścia do gniazda na karmienie. W trakcie sezonu para może wyprowadzić dwa, a niekiedy trzy lęgi.

### Przeżywalność
Pierwsze dni dla opierzonych, młodocianych ptaków są najbardziej niebezpieczne. Podczas pierwszych nurkowań do wody, około czterech dni po opuszczeniu gniazda, podloty mogą nasiąknąć wodą i utonąć. Wiele młodych ptaków opuszczając terytoria rodziców nie umie jeszcze łowić ryb i tylko około połowy z nich przetrwa dłużej niż tydzień lub dwa. Większość zimorodków umiera z powodu wychłodzenia lub z braku pożywienia, a sroga zima może zabić wysoki odsetek ptaków. Powodzie występujące latem mogą zniszczyć gniazda lub utrudnić połowy ryb, co sprawia, że wiele ptaków umiera z głodu. Tylko jedna czwarta młodych dożyje sezonu lęgowego w kolejnym roku, jednak to wystarczy, by utrzymać populację. Podobnie tylko jedna czwarta dorosłych ptaków przetrwa z jednego sezonu lęgowego do następnego. Bardzo mało ptaków żyje dłużej niż jeden sezon lęgowy, choć źródła podają rozbieżne dane na temat maksymalnego wieku jaki dożył osobnik zimorodka: od 7,5 roku do 21 lat.

## Pożywienie

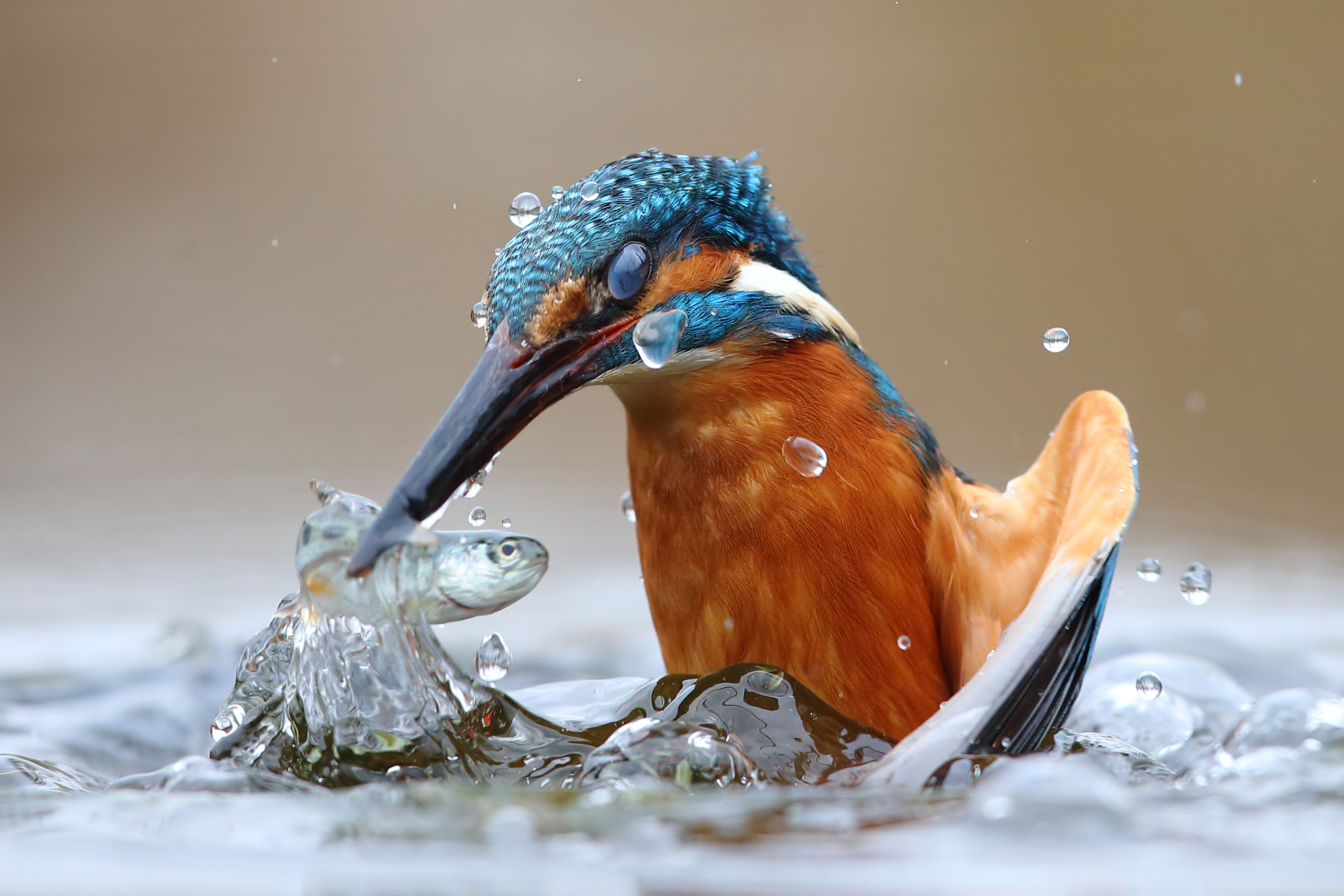
Zimorodek podczas polowania

Zimorodek żywi się głównie rybami, które chwyta, nurkując pionowo w dół w potokach i rzekach. Zjada także wodne owady, żaby i raki. Lata szybko zazwyczaj nisko nad wodą, osiąga w locie prędkość nawet do 190 km/h.. W czasie polowania siaduje na gałęziach nad rzeką i czatuje na zdobycz, wypatrując ofiar znajdujących się w wodzie. Z tego też powodu zamieszkuje akweny o czystej wodzie, bogate w odpowiedniej wielkości ryby. Atakuje je z zasadzki lub krótkiego lotu zwisającego. Jeśli pokarm jest przeznaczony dla samego ptaka, to połyka go, rybią głowę skierowując do przełyku przodem. W przypadku gdy podaje ją młodemu, ryba jest przekręcona w dziobie.

## Status i ochrona
Międzynarodowa Unia Ochrony Przyrody (IUCN) uznaje zimorodka za gatunek najmniejszej troski (LC – Least Concern) nieprzerwanie od 1988 roku. Liczebność światowej populacji, obliczona w oparciu o szacunki organizacji BirdLife International dla Europy z 2015 roku, mieści się w przedziale 0,7–1,4 miliona dorosłych osobników. Globalny trend liczebności populacji nie jest znany, w Europie liczebność tego gatunku spada.
W Polsce jest objęty ścisłą ochroną gatunkową. Na Czerwonej liście ptaków Polski został sklasyfikowany jako gatunek najmniejszej troski (LC).
Głównym powodem zanikania tego niewielkiego ptaka jest utrata siedlisk, głównie nienaturalna obudowa zbiorników (np. likwidacja urwistych skarp), zanieczyszczenie wody i niepokojenie powodowane przez wędkarzy i wczasowiczów. Zabijano je niegdyś dla kolorowych piór i przez wyławianie ryb . W ramach działań ochronnych należy ograniczać plany zabudowy hydrotechnicznej dolin rzecznych, unikać wycinki drzew w linii brzegowej rzek i jezior, prowadzić korekty profilu skarp, które uległy erozji, wytypować „strefy ciszy” na rzekach o znacznych liczebnościach zimorodka, ograniczać penetracje nabrzeży przez ludzi w okresie lęgowym.

## Zimorodek w kulturze
W mitologii greckiej księżniczka Alkione i jej mąż Keyks zostali zamienieni w zimorodki. Byli to szczęśliwi małżonkowie, którzy ściągnęli na siebie gniew bogów porównując się do Hery i Zeusa. Zeus doprowadził do śmierci mężczyzny, a jego żona rzuciła się do morza. Bogowie pożałowali swojego gniewu i przemienili małżonków w ptaki. Greckie określenie „dni zimorodka” oznacza okres spokoju i odnosi się do kilkutygodniowego okresu w styczniu, w którym wiatry nad Morzem Egejskim uspokajają się. W wierzeniach starożytnych był to czas, w którym Eol, bóg wiatrów i ojciec Alkione, uspokajał wiatry i fale, aby córka–zimorodek mogła bezpiecznie zbudować gniazdo i złożyć jaja . Do tego przekazu odnosi się starożytny dialog Zimorodek, którego autorstwo błędnie przypisywano Platonowi lub Lukianowi z Samosaty; jeszcze Diogenes Laertios stwierdzał, że nie jest to prawda. Rozmówcami są Sokrates i Chajrefont, czytelnik poznaje z niego mitologiczną historię i dowiaduje się, że według ludowych wierzeń pogodne dni zimą przychodzą, aby mogły się wykluć młode zimorodki . Sokrates wykorzystuje te wierzenia do refleksji nad przemianami w przyrodzie i możliwościami ludzi.
W średniowieczu suszone skóry zimorodków były uważane za talizman, chroniący przed uderzeniem pioruna.
Irlandzka wersja opowieści o potopie tłumaczy, jak zimorodek zyskał swe jaskrawe barwy. Ptak, początkowo szary, został wysłany na zwiad z Arki Noego i opalił swój brzuszek w promieniach Słońca; błękit jego grzbietu wziął się z błękitu nieba.
Na tryptyku Ogród rozkoszy ziemskich autorstwa Hieronima Boscha, zimorodek zajmuje eksponowane miejsce pośród ptaków występujących w środkowej części. Jest on symbolem hipokryzji.
Poeta Wincenty Pol w utworze „Do Pana W. D.”, napisanym w 1856 roku, umieścił następujący fragment, nawiązujący do nazwy ptaka:

Że Pan Wodzicki wie o Zimorodku,

Co ściele gniazdo w samej zimy środku,

Temum nie przeczył; sam język świadczy,

Że tej ptaszynie zima nasza matczy.

Poczta Polska wyemitowała 12 kwietnia 2013 r. znaczek pocztowy przedstawiający zimorodka na uschniętej gałęzi o nominale 4,55 zł. Autorem projektu znaczka była Marzanna Dąbrowska. Znaczek wydrukowano techniką offsetową, na papierze fluorescencyjnym, w nakładzie 300 000 sztuk.